# 2020年トルコグランプリ
2020年トルコグランプリ（英語: 2020 Turkish Grand Prix）は、2020年のF1世界選手権第14戦として、2020年11月15日にイスタンブール・パークで開催された。
正式名称は「Formula 1 DHL Turkish Grand Prix 2020」。

## 背景
開催に至る経緯
トルコGPは2005年からイスタンブール・パークで開催されたが、2011年を最後にF1カレンダーから外された。以後、トルコではF1が開催されない状況が続いていたが、新型コロナウイルス感染症の世界的流行により多くのレースが開催中止または延期に追い込まれたことから、その代替として8月25日に9年ぶりとなるトルコGPの開催が発表された。当初、主催者は10万人の入場を想定してチケットを販売していたが、開催日が近づくに連れてヨーロッパで同感染症が再び拡大してきたことから、一転して無観客で開催されることになった。
タイヤ
本レースでピレリが持ち込むドライ用タイヤのコンパウンドはハード（白）：C1、ミディアム（黄）：C2、ソフト（赤）：C3の硬めな組み合わせ。
ルイス・ハミルトンのドライバーズチャンピオン獲得条件
ランキング首位のハミルトンは前戦エミリア・ロマーニャGP終了時点で282点を獲得しており、ランキング2位でチームメイトのバルテリ・ボッタス（197点）に85点差を付けている。したがって、ボッタスが本レースでハミルトンとの差を78点未満まで縮められなかった場合、3戦を残してハミルトンの4年連続7回目のドライバーズチャンピオンが決定する。
- ただし、ハミルトンが優勝でフィニッシュした場合、ボッタスの順位に関係なく無条件でチャンピオン決定。
- また、ボッタスが7位以下でフィニッシュした場合、ハミルトンは無得点でもチャンピオンが決定する。
- ハミルトンが2位以下で、ボッタスが6位以上の場合は以下の通り（カッコ内はドライバーズポイント）。

| ボッタスの順位 | FL獲得  | ハミルトンの順位                                     |
| -------------- | ------- | ---------------------------------------------------- |
| 優勝           | 有(223) | （チャンピオン決定は次戦バーレーンGP以降に持ち越し） |
| 優勝           | 無(222) | 2位(300)                                             |
| 2位            | 有(216) | 4位以上(294)                                         |
| 2位            | 無(215) | 4位以上(294)または5位+ファステストラップ(293)        |
| 3位            | 有(213) | 5位以上(292)                                         |
| 3位            | 無(212) | 6位以上(290)                                         |
| 4位            | 有(210) | 7位以上(288)                                         |
| 4位            | 無(209) | 7位以上(288)または8位+ファステストラップ(287)        |
| 5位            | 有(208) | 8位以上(286)                                         |
| 5位            | 無(207) | 8位以上(286)または9位+ファステストラップ(285)        |
| 6位            | 有(206) | 9位以上(284)                                         |
| 6位            | 無(205) | 10位以上(283)                                        |
その他
- レッドブルが2005年の初参戦以来、300戦目の出走を迎える。
- ウィリアムズのチーム代表を暫定的に務めているサイモン・ロバーツが新型コロナウイルス感染症の検査で陽性と判定された。これによりロバーツはトルコへの渡航が不可能になったため、現場の指揮はチームマネージャーのデイブ・レディングと車両デザインのチーフエンジニアであるアダム・カーターが執り行う。

## エントリー
前戦エミリア・ロマーニャGPから変更なし。レッドブル及びアルファタウリは本レースのリザーブドライバーとして、レッドブル・ジュニアチームに所属するユーリ・ビップスを起用した。本来のリザーブドライバーであるセバスチャン・ブエミがFIA 世界耐久選手権に出場し、セルジオ・セッテ・カマラはスーパーフォーミュラに参戦中であり、急遽松下信治に交代したが調整がつかなかった。

## フリー走行
FP1開始を前に、ジョージ・ラッセル（ウィリアムズ）のパワーユニット(PU)を交換。交換されたエレメントはエンジン(ICU)、ターボチャージャー(TC)、MGU-H、MGU-Kで、MGU-K（3基目）を除く3つのエレメントが年間最大基数を上回る4基目に達したためグリッド降格ペナルティの対象となり、グリッド降格数が15を超えたことから最後尾グリッドに降格する。なお、同じメルセデスPUを使用するセルジオ・ペレス（レーシング・ポイント）もFP1開始前にMGU-Kを交換したが、3基目であるためペナルティの対象にはならない。

## 予選
2020年11月14日 15:00 TRT(UTC+3)
- 気温11度、路面温度13度、ウェットコンディション（文章の出典[14]）。

雨の中行われた予選は、ランス・ストロール（レーシング・ポイント）が自身初のポールポジション（PP）を獲得し、メルセデスチームの連続PPを阻止した。一方でこの年圧倒的な差を見せていたメルセデス勢だが、ルイス・ハミルトンが6番手、バルテリ・ボッタスが9番手とまさかの位置に沈んだ。Q2まで好調を保っていたレッドブルのマックス・フェルスタッペンもストロールのタイムを上回ることはできず今季初ポールポジションをあと少しのところで逃した。

### 予選結果
| 順位                | No. | ドライバー                   | コンストラクター                   | Q1       | Q2       | Q3       | Grid |
| ------------------- | --- | ---------------------------- | ---------------------------------- | -------- | -------- | -------- | ---- |
| 1                   | 18  | ランス・ストロール           | レーシング・ポイント-BWTメルセデス | 2:07.467 | 1:53.372 | 1:47.765 | 1    |
| 2                   | 33  | マックス・フェルスタッペン   | レッドブル-ホンダ                  | 1:57.485 | 1:50.293 | 1:48.055 | 2    |
| 3                   | 11  | セルジオ・ペレス             | レーシング・ポイント-BWTメルセデス | 2:07.614 | 1:54.097 | 1:49.321 | 3    |
| 4                   | 23  | アレクサンダー・アルボン     | レッドブル-ホンダ                  | 1:59.431 | 1:52.282 | 1:50.448 | 4    |
| 5                   | 3   | ダニエル・リカルド           | ルノー                             | 2:05.598 | 1:54.278 | 1:51.595 | 5    |
| 6                   | 44  | ルイス・ハミルトン           | メルセデス                         | 2:07.599 | 1:52.709 | 1:52.560 | 6    |
| 7                   | 31  | エステバン・オコン           | ルノー                             | 2:06.115 | 1:53.657 | 1:52.622 | 7    |
| 8                   | 7   | キミ・ライコネン             | アルファロメオ-フェラーリ          | 2:01.249 | 1:53.793 | 1:52.745 | 8    |
| 9                   | 77  | バルテリ・ボッタス           | メルセデス                         | 2:07.001 | 1:53.767 | 1:53.258 | 9    |
| 10                  | 99  | アントニオ・ジョヴィナッツィ | アルファロメオ-フェラーリ          | 2:07.341 | 1:53.431 | 1:57.226 | 10   |
| 11                  | 5   | セバスチャン・ベッテル       | フェラーリ                         | 2:03.356 | 1:55.169 |          | 11   |
| 12                  | 16  | シャルル・ルクレール         | フェラーリ                         | 2:04.464 | 1:56.696 |          | 12   |
| 13                  | 20  | ケビン・マグヌッセン         | ハース-フェラーリ                  | 2:08.007 |          |          | 13   |
| 14                  | 4   | ランド・ノリス               | マクラーレン-ルノー                | 2:07.167 | 1:54.945 |          | 14 1 |
| 15                  | 55  | カルロス・サインツ           | マクラーレン-ルノー                | 2:07.489 | 1:55.410 |          | 15 2 |
| 16                  | 26  | ダニール・クビアト           | アルファタウリ-ホンダ              | 2:09.070 |          |          | 16   |
| 17                  | 8   | ロマン・グロージャン         | ハース-フェラーリ                  | 2:12.909 |          |          | 17   |
| 18                  | 10  | ピエール・ガスリー           | アルファタウリ-ホンダ              | 2:05.579 | 1:58.556 |          | 18 3 |
| PL                  | 63  | ジョージ・ラッセル           | ウィリアムズ-メルセデス            | 2:10.017 |          |          | PL 4 |
| PL                  | 6   | ニコラス・ラティフィ         | ウィリアムズ-メルセデス            | 2:21.611 |          |          | PL 5 |
| 107% time: 2:05.708 |     |                              |                                    |          |          |          |      |
| ソース:             |     |                              |                                    |          |          |          |      |

追記
- ^1 - ノリスは予選セッション中にターン8で黄旗を無視したため、5グリッド降格ペナルティとペナルティポイント3点（合計5点）が科せられた[19]
- ^2 - サインツは予選セッション中にペレスのアタックを妨害したため、3グリッド降格ペナルティとペナルティポイント1点（合計1点）が科せられた[20]
- ^3 - ガスリーは予選後にパルクフェルメを破りパワーユニット(PU)の交換を申請したが、実際にPUの交換は行われず申請を取り下げた。この際にFIAの立会人が不在であったためパルクフェルメ規定違反の疑いをかけられたが[21]、スチュワードの調査の結果PU交換規定が定められた競技規約に違反したと判断され、後方へのグリッド降格ペナルティが科せられた[22][23]。
- ^4 - ラッセルはFP1で年間最大基数を超えるPU交換（4基目のエンジン(ICE)/ターボ(TC)/MGU-H）により降格グリッド数が15を超えたため、最後尾グリッドに降格[13][23]。また、予選セッション中にターン3で黄旗を無視したため、5グリッド降格ペナルティとペナルティポイント3点（合計6点）が科せられた[24]。決勝はピットレーンスタートを選択
- ^5 - ラティフィはピットレーンスタートを選択

## 決勝
2020年11月15日 13:10 TRT(UTC+3)
- 気温13度、路面温度16度、ウェットコンディション（文章の出典[25]）。

決勝は、スタート時は雨はやんでいたものの、開始前の降雨により、路面はウエットコンディションとなった。前半はランス・ストロールとセルジオ・ペレスのレーシング・ポイント勢がリードするが、2台のピットインに合わせ、スタート時より順位を上げていたルイス・ハミルトン(メルセデス)が首位に立ち、そこから抜群のタイヤマネジメントによって独走。そのままレースを制し、4年連続キャリア7回目となるドライバーズチャンピオンを獲得した。また、ノーポイントで終えたバルテリ・ボッタス(メルセデス)は本戦終了時点でランキング3位以上が確定した。

### レース結果
| 順位    | No. | ドライバー                   | コンストラクター                   | 周回数 | タイム/リタイア原因 | Grid | Pts. |
| ------- | --- | ---------------------------- | ---------------------------------- | ------ | ------------------- | ---- | ---- |
| 1       | 44  | ルイス・ハミルトン           | メルセデス                         | 58     | 1:42:19.313         | 6    | 25   |
| 2       | 11  | セルジオ・ペレス             | レーシング・ポイント-BWTメルセデス | 58     | +31.633             | 3    | 18   |
| 3       | 5   | セバスチャン・ベッテル       | フェラーリ                         | 58     | +31.960             | 11   | 15   |
| 4       | 16  | シャルル・ルクレール         | フェラーリ                         | 58     | +33.858             | 12   | 12   |
| 5       | 55  | カルロス・サインツ           | マクラーレン-ルノー                | 58     | +34.363             | 15   | 10   |
| 6       | 33  | マックス・フェルスタッペン   | レッドブル-ホンダ                  | 58     | +44.873             | 2    | 8    |
| 7       | 23  | アレクサンダー・アルボン     | レッドブル-ホンダ                  | 58     | +46.484             | 4    | 6    |
| 8       | 4   | ランド・ノリス               | マクラーレン-ルノー                | 58     | +1:01.259           | 9    | 5 FL |
| 9       | 18  | ランス・ストロール           | レーシング・ポイント-BWTメルセデス | 58     | +1:12.353           | 1    | 2    |
| 10      | 3   | ダニエル・リカルド           | ルノー                             | 58     | +1:35.460           | 5    | 1    |
| 11      | 31  | エステバン・オコン           | ルノー                             | 57     | +1 Lap              | 7    |      |
| 12      | 26  | ダニール・クビアト           | アルファタウリ-ホンダ              | 57     | +1 Lap              | 16   |      |
| 13      | 10  | ピエール・ガスリー           | アルファタウリ-ホンダ              | 57     | +1 Lap              | PL   |      |
| 14      | 77  | バルテリ・ボッタス           | メルセデス                         | 57     | +1 Lap              | 9    |      |
| 15      | 7   | キミ・ライコネン             | アルファロメオ-フェラーリ          | 57     | +1 Lap              | 8    |      |
| 16      | 63  | ジョージ・ラッセル           | ウィリアムズ-メルセデス            | 57     | +1 Lap              | PL   |      |
| 17†     | 20  | ケビン・マグヌッセン         | ハース-フェラーリ                  | 55     | 撤退                | 13   |      |
| Ret     | 8   | ロマン・グロージャン         | ハース-フェラーリ                  | 49     | 接触ダメージ        | 17   |      |
| Ret     | 6   | ニコラス・ラティフィ         | ウィリアムズ-メルセデス            | 39     | 接触ダメージ        | PL   |      |
| Ret     | 99  | アントニオ・ジョヴィナッツィ | アルファロメオ-フェラーリ          | 11     | ギアボックス        | 10   |      |
| ソース: |     |                              |                                    |        |                     |      |      |

追記
- ^FL - ファステストラップの1点を含む
- † - リタイアだが、90%以上の距離を走行したため規定により完走扱い

優勝者ルイス・ハミルトンの平均速度
181.425 km/h (112.732 mph)
ファステストラップ
- ランド・ノリス - 1:36.806 (58周目)

ラップリーダー
太字は最多ラップリーダー
- ランス・ストロール - 32周 (1-9, 13-35)
- セルジオ・ペレス - 2周 (10, 36)
- マックス・フェルスタッペン - 1周 (11)
- アレクサンダー・アルボン - 1周 (12)
- ルイス・ハミルトン - 22周 (37-58)

## 第14戦終了時点のランキング
|         | 順位 | ドライバー                 | ポイント |
| ------- | ---- | -------------------------- | -------- |
|         | 1    | ルイス・ハミルトン         | 307      |
|         | 2    | バルテリ・ボッタス         | 197      |
|         | 3    | マックス・フェルスタッペン | 170      |
| 2       | 4    | セルジオ・ペレス           | 100      |
|         | 5    | シャルル・ルクレール       | 97       |
| ソース: |      |                            |          |

|         | 順位 | コンストラクター                   | ポイント |
| ------- | ---- | ---------------------------------- | -------- |
|         | 1    | メルセデス                         | 504      |
|         | 2    | レッドブル-ホンダ                  | 240      |
| 2       | 3    | レーシング・ポイント-BWTメルセデス | 154      |
|         | 4    | マクラーレン-ルノー                | 149      |
| 2       | 5    | ルノー                             | 136      |
| ソース: |      |                                    |          |

- 注：ドライバー、コンストラクター共にトップ5のみ表示。